# Pterolophia moupinensis
Pterolophia moupinensis là một loài bọ cánh cứng trong họ Cerambycidae.